# Carretera Federal 78
La Carretera Federal 78 es una carretera Mexicana que recorre el estado de Nayarit, inicia en Cerritos donde entronca con la  Carretera Federal 72 y termina en Mexcaltitán, tiene una longitud total de 24 km. 
Las carreteras federales de México se designan con números impares para rutas norte-sur y con números pares para las rutas este-oeste. Las designaciones numéricas ascienden hacia el sur de México para las rutas norte-sur y ascienden hacia el Este para las rutas este-oeste. Por lo tanto, la carretera federal 78, debido a su trayectoria de este-oeste, tiene la designación de número par, y por estar ubicada en el Norte de México le corresponde la designación N° 78.

## Trayecto

### Nayarit
- Cerritos – Carretera Federal 72
- Sentispac
- Aztlán de las Garzas
- Mexcaltitán